# Standardizovaný ukazatel nákladovosti
Standardizovaný ukazatel nákladovosti (SUN) je ukazatel, který rozkladem celkového pojistného u investičního životního pojištění (dále jen IŽP) na jednotlivé nákladové složky poskytuje klientovi náhled, jakým způsobem jsou vynaložené prostředky v konkrétním produktu využívány. Jinými slovy informuje klienta o tom, jakým způsobem budou použity jeho peníze vložené do pojištění, tj. zaplacené pojistné.
Určení nákladovosti spočívá v rozdělení všeho přijatého pojistného na tři části:
- Poplatky a náklady – část pojistného použitá na úhradu počátečních a administrativních nákladů, které má pojišťovna v souvislosti s uzavřením a správou klientovy smlouvy
- Rizikové pojistné – část pojistného, která je použita na výplatu peněz při pojistných událostech
- Investované pojistné – zbývající část pojistného se zhodnocuje ve fondech dle klientovy zvolené investiční strategie.

Ukazatel SUN je zobrazován kruhem, který představuje celkové zaplacené pojistné za dobu trvání pojištění a je rozdělen na tři výše uvedené složky.

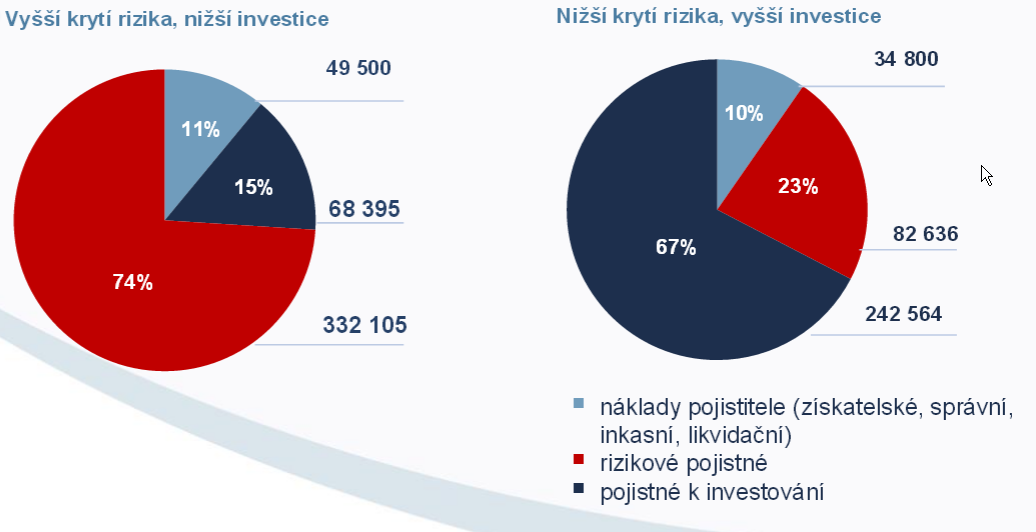
SUN - Ukazatel SUN je zobrazován kruhem, který představuje celkové zaplacené pojistné za dobu trvání pojištění a je rozdělen na složky poplatků a nákladů, rizikového pojistného a invetovaného pojistného

Ukazatel má smysl pouze u IŽP, jelikož se zde kombinují investiční a rizikové účely produktu. Z tohoto důvodu není kritérium nutné uvádět u: 
- kapitálového pojištění
  - Kapitálové životní pojištění (KŽP) použijeme jako příklad pro srovnání reality pojišťovací smlouvy, ze které u IŽP vyplývá výhoda užití SUN ještě před uzavřením pojištění, viz předposlední odstavec textu.  V případě kapitálového životního pojištění se pojišťovna při podpisu smlouvy zavazuje k vyplacení konkrétní částky při dožití (rozuměj den uvedený v pojistné smlouvě jako konec pojištění), u IŽP žádnou takovou garanci klient nemá. Můžete tak za stejnou výši zaplaceného pojistného dostat více, ovšem i méně pojistného plnění, než u KŽP. Záleží na tom, jak se povede právě vámi zvolenému investičnímu portfoliu. Investiční riziko v případě IŽP tedy nese klient, nikoliv pojišťovna, jak je tomu u KŽP.

- rizikového pojištění
- úrazového pojištění
- investičního pojištění s pouze volitelnou investiční složkou
- produktů neživotního pojištění

U samostatných produktů, kde dochází pouze ke krytí rizika, není možné ani částečně srovnávat finanční bilanci klienta, neboť ta závisí pouze na tom, jestli k pojistné události opravdu došlo. Situaci bez pojistné události, kdy klient „pouze" zaplatil pojistné, nelze v žádném případě považovat za jeho ztrátu, neboť po celou dobu trvání pojistné smlouvy bylo související riziko klienta převzaté pojistitelem a pojistné představuje cenu za tento převod rizika. V případě úmrtí klienta je dle individuálních podmínek pojišťoven vyplacena pojistná částka nebo aktuální hodnota individuálního účtu/hodnota pojištění. Popřípadě obojí. V případě dožití je vyplacena vždy aktuální hodnota individuálního účtu/hodnota pojištění – tomuto bodu se věnuje také odstavec o podílovém účtu, viz níže.
V případě sjednání dalších připojištění je při pojistné události vyplaceno pojistné plnění dle sjednaných podmínek. Forma výplaty může být buď jednorázová, nebo formou opakovaných výplat.

## Podílový účet
V případě uzavření IŽP vystaví pojišťovna klientovi individuální účet, tedy účet vedený pojišťovnou k pojistné smlouvě tvořený podílovými jednotkami. Podílová jednotka je základní jednotka, která vyjadřuje poměrný podíl hodnoty daného fondu. Má přesně určenou hodnotu. Ty pojišťovna nakupuje za celé nebo část od klienta přijatého pojistného. Jak jsme již rozebírali v bodě srovnání s kapitálovým pojištěním, hodnota pojistného plnění v případě dožití je vázána na hodnotu vašeho podílového účtu k datu pojistné události. Z podílového účtu si také pojišťovna strhává správní poplatky a pojistné pro případ smrti. V případě pojištění na smrt se pojistná částka sjednává, plnění nezávisí na hodnotě podílových jednotek. Portfolio různých typů investic spravovaných pojišťovnou nebo jejím zmocněncem výhradně pro účely životního pojištění se pak nazývá podílový fond.
Ukazatel SUN je k dispozici všem potenciálním klientům ještě před uzavřením pojištění. Každý zájemce jej od 1. ledna 2015 obdrží jako součást modelového příkladu. I pomocí ukazatele SUN tak může posoudit vlastnosti nabízeného pojištění a následně se rozhodnout pro jeho uzavření.
Pro informovanost klienta je důležité znát nákladovost jednotlivých investičních fondů. Tyto informace jsou zveřejňovány v celosvětovém standardu Total Expense ratio (TER)